# Oscilación del Mediterráneo Occidental
La oscilación del Mediterráneo Occidental, o el índice de la oscilación del Mediterráneo Occidental (en inglés: Western Mediterranean oscillation [index], abreviado WeMO o WeMOi) es un índice que mide la diferencia entre las presiones atmosféricas estandarizadas registradas en Padua (45°25′N 11°52′E / 45.417, 11.867), en el norte de Italia, y San Fernando (36°28′N 6°12′O / 36.467, -6.200), en el suroeste de España. Mientras que Padua se encuentra en un área con una variabilidad barométrica relativamente alta debido a la influencia del anticiclón centroeuropeo, San Fernando está a menudo bajo la influencia del anticiclón de las Azores.
Este índice ha sido propuesto por investigadores del Grupo de Climatología de la Universidad de Barcelona como un patrón de teleconexión a escala regional alternativo a la más conocida oscilación del Atlántico Norte (NAO) para estudiar la variabilidad pluviométrica en el este de España, en comunidades autónomas tales como Cataluña, Valencia y Murcia.
Algunos climatólogos consideran que el patrón barométrico de la oscilación del Mediterráneo Occidental está causalmente relacionado con, y por tanto es parcialmente predictivo de, la variabilidad pluviométrica en la parte oriental de la Península ibérica. La fase positiva del WeMOi muestra generalmente un anticiclón en el área del golfo de Cádiz y una zona de baja presión por el mar de Liguria, mientras que la fase negativa mostrará una baja en el golfo de Cádiz y un anticiclón en Europa Central. Durante la fase positiva, los vientos dominantes en la Península ibérica suelen provenir del oeste o del noroeste, originándose en el área del Atlántico Norte; para cuando han alcanzado la parte oriental de la Península, han recorrido las áreas continentales peninsulares, por lo que se han vuelto más cálidos y secos (los vientos del oeste) o más fríos e igualmente secos (los vientos del noroeste). En contraste, la fase negativa está asociada a flujos de aire húmedo que han recorrido el mar Mediterráneo y se han cargado de humedad al llegar al este de la Península ibérica, provocando un aumento de las precipitaciones, a veces de forma torrencial, en la zona.